# Список эпизодов телесериала «Остаться в живых»
Список эпизодов американского культового телесериала в жанре робинзонады «Остаться в живых», лауреата премий «Эмми» и «Золотой глобус». В центре сюжета — история пассажиров рейса 815 компании Oceanic Airlines, летевших из Сиднея, Австралия в Лос-Анджелес, США, потерпевших катастрофу и оказавшихся на полном загадок и тайн тропическом острове где-то в Океании. Каждая серия содержит как основную сюжетную линию на острове, так и второстепенную, рассказывающую о ключевом персонаже серии в другой момент жизни (в первых трёх сезонах — из прошлого, в четвёртом — из прошлого и будущего). Серии пятого сезона также содержат две сюжетные линии, первая из которых развивается на острове непосредственно после событий четвёртого сезона, а вторая — спустя три года в США. Сериал был создан Дж. Дж. Абрамсом, Деймоном Линделофом и Джеффри Либером и снимался главным образом на острове Оаху, Гавайи. Пилотная серия была показана на канале ABC 22 сентября 2004 года и собрала у экранов почти 19 миллионов человек. С тех пор было показано шесть сезонов. Исполнительными продюсерами сериала являлись Абрамс, Линделоф, Карлтон Кьюз, Брайан Бёрк, Джек Бендер и другие. Композитором был Майкл Джаккино. Из-за большого актёрского ансамбля и стоимости съёмок на Гавайях сериал является одним из самых дорогих на телевидении. Успешный и среди критиков, и среди публики, «Остаться в живых» собирал среднюю аудиторию в 16 миллионов человек во время показа первого сезона в США. Он завоевал множество наград, включая «Эмми» за лучший драматический сериал в 2005 году, приз за лучший американский сериал Британской академии телевизионных наград в 2005, «Золотой глобус» как лучшая драма в 2006 и награду Гильдии актёров за выдающийся актёрский ансамбль в драматическом сериале.
В мае 2007 года было объявлено, что планируются съёмки ещё трёх сезонов, по 16 серий в каждом, однако впоследствии эти планы были немного скорректированы. Завершился показ сериала 23 мая 2010 года — всего была показана 121 серия. На данный момент в США и России были показаны все шесть сезонов. Причём разница в показе серии составляла не больше недели, что вынудило Первый канал отказаться от дубляжа в пользу закадрового перевода. С 4 мая 2010 года телеканал ТВ-3 начал показ телесериала с первой серии.
Сериал «Остаться в живых» стал культурным феноменом, породившим целый ряд сопутствующих явлений: по сюжету сериала выпускаются литературные произведения, комиксы. Летом 2006 года прошла ролевая игра The Lost Experience. В преддверии выхода четвёртого сезона в интернете проведена игра «Find 815». 26 февраля 2008 года вышла видеоигра Lost: Via Domus (издатель в России: Новый Диск).

## Обзор сезонов
| Сезон | Сезон | Эпизоды | Оригинальная дата выхода | Оригинальная дата выхода | Дата выхода на DVD | Дата выхода на DVD | Дата выхода на DVD | Дата выхода на Blu-ray | Дата выхода на Blu-ray                                      |
| Сезон | Сезон | Эпизоды | Премьера сезона          | Финал сезона             | Регион 1           | Регион 2           | Регион 4           | Регион 1               | Регион 2                                                    |
| ----- | ----- | ------- | ------------------------ | ------------------------ | ------------------ | ------------------ | ------------------ | ---------------------- | ----------------------------------------------------------- |
|       | 1     | 25      | 22 сентября 2004         | 25 мая 2005              | 6 сентября 2005    | 16 января 2006     | 30 ноября 2005     | 16 июня 2009           | Великобритания: 15 июня 2009 Австралия: 1 июля 2009         |
|       | 2     | 24      | 21 сентября 2005         | 24 мая 2006              | 5 сентября 2006    | 2 октября 2006     | 4 октября 2006     | 16 июня 2009           | Великобритания: 15 июня 2009 Австралия: 1 июля 2009         |
|       | 3     | 23      | 4 октября 2006           | 23 мая 2007              | 11 декабря 2007    | 22 октября 2007    | 17 октября 2007    | 11 декабря 2007        | Великобритания: 26 октября 2009 Австралия: 2 декабря 2009   |
|       | 4     | 14      | 31 января 2008           | 29 мая 2008              | 9 декабря 2008     | 20 октября 2008    | 29 октября 2008    | 9 декабря 2008         | Великобритания: 20 октября 2008 Австралия: 29 октября 2008  |
|       | 5     | 17      | 21 января 2009           | 13 мая 2009              | 8 декабря 2009     | 26 октября 2009    | 21 октября 2009    | 8 декабря 2009         | Великобритания: 26 октября 2009 Австралия: 2 декабря 2009   |
|       | 6     | 18      | 2 февраля 2010           | 23 мая 2010              | 24 августа 2010    | 13 сентября 2010   | 18 октября 2010    | 24 августа 2010        | Великобритания: 13 сентября 2010 Австралия: 20 октября 2010 |

## Сезон 1: 2004—2005
Первый сезон вышел в эфир американского телевидения 22 сентября 2004 года и состоял из 24 эпизодов (плюс одна серия-сборник). Основные события: на пути из Сиднея в Лос-Анджелес самолет авиакомпании Oceanic Airlines потерпел крушение на острове в тропиках. Нескольким десяткам пассажиров удалось выжить. Остров постепенно раскрывал перед ними свои тайны — загадочный бункер в джунглях, «чёрный дым» неизвестного происхождения и присутствие Других.
| № | #    | Название                                                                                    | Режиссёр       | Сценарист                                                                                             | Дата показа в США | Центр. персонаж | Зрители США (миллионы) |
| --- | ---- | ------------------------------------------------------------------------------------------- | -------------- | --- | ----------------- | --------------- | ---------------------- |
| 1 | 1    | «Pilot (Part 1)» «Таинственный остров — Часть 1»                                            | Дж. Дж. Абрамс | История: Джеффри Либер, Деймон Линделоф, Дж. Дж. Абрамс Телесценарий: Дж. Дж. Абрамс, Деймон Линделоф | 22 сентября 2004  | Джек            | 18.65                  |
| Самолет авиакомпании Oceanic Airlines, следующий рейсом 815 из Сиднея в Лос-Анджелес, потерпел аварию и упал на необитаемый остров. В первую ночь 48 выживших услышали в джунглях загадочный рев. Наутро Джек, Кейт и Чарли нашли трансивер в кабине самолета.                 |      |                                                                                             |                | |                   |                 |                        |
| 2 | 2    | «Pilot (Part 2)» «Таинственный остров — Часть 2»                                            | Дж. Дж. Абрамс | История: Джеффри Либер, Деймон Линделоф, Дж. Дж. Абрамс Телесценарий: Дж. Дж. Абрамс, Деймон Линделоф | 29 сентября 2004  | Кейт и Чарли    | 17.00                  |
| Саид починил трансивер, попытался отправить сигнал бедствия и засек таинственное послание по-французски. Сойер застрелил в джунглях белого медведя. |      |                                                                                             |                | |                   |                 |                        |
| 3 | 3    | «Tabula Rasa» «С чистого листа»                                                             | Джек Бендер    | Деймон Линделоф                                                                                       | 6 октября 2004    | Кейт            | 16.54                  |
| Оказывая медицинскую помощь приставу, Джек случайно узнал о прошлом Кейт. Майкл запретил Уолту общаться с Локком. Кейт вспоминала события, которые случились с ней в Австралии. Локк нашел собаку Уолта и предложил Майклу отвести Винсента сыну.                              |      |                                                                                             |                | |                   |                 |                        |
| 4 | 4    | «Walkabout» «Поход»                                                                         | Джек Бендер    | Дэвид Фьюри                                                                                           | 13 октября 2004   | Локк            | 18.16                  |
| Когда запасы еды в лагере подошли к концу, Локк вызвался убить кабана. Клер и Саид решили прочитать поминальную речь в честь погибших. Локк вспоминал события, которые привели его в Австралию.                                                                                |      |                                                                                             |                | |                   |                 |                        |
| 5 | 5    | «White Rabbit» «Белый кролик»                                                               | Кевин Хукс     | Кристиан Тейлор                                                                                       | 20 октября 2004   | Джек            | 16.82                  |
| Джек, которому явился призрак отца, нашёл в лесу пресную воду и безопасные пещеры. Также он вспоминал, как отправился в Австралию на поиски отца. |      |                                                                                             |                | |                   |                 |                        |
| 6 | 6    | «House of the Rising Sun» «Дом восходящего солнца»                                          | Майкл Цинберг  | Хавьер Грильо-Марксуа                                                                                 | 27 октября 2004   | Сун             | 16.83                  |
| Джин избил Майкла, а Сун призналась ему, что знает английский. Локк узнал о наркозависимости Чарли. Спасшиеся разделились на два лагеря — часть решила уйти в пещеры, другие остались на берегу. Сун вспоминала свои напряженные отношения с Джином перед полётом.             |      |                                                                                             |                | |                   |                 |                        |
| 7 | 7    | «The Moth» «Мотылёк»                                                                        | Джек Бендер    | Дженнифер Джонсон, Пол Дини                                                                           | 3 ноября 2004     | Чарли           | 18.73                  |
| Локк помог Чарли завязать с героином. Саид пытался вычислить, откуда транслировалось французское послание. Джека завалило в пещере, но ему удалось благополучно выбраться. Чарли вспоминал времена, когда был музыкантом и пристрастился к наркотикам.                         |      |                                                                                             |                | |                   |                 |                        |
| 8 | 8    | «Confidence Man» «Мошенник»                                                                 | Такер Гейтс    | Деймон Линделоф                                                                                       | 10 ноября 2004    | Сойер           | 18.44                  |
| Саид применил к Сойеру пытки, чтобы тот вернул лекарства Шеннон. Чарли уговаривал Клер перебраться в пещеры. Сойер вспоминал свою старую аферу, которую отменил в последний момент.                                                                                            |      |                                                                                             |                | |                   |                 |                        |
| 9 | 9    | «Solitary» «Уединение»                                                                      | Грег Яйтанс    | Дэвид Фьюри                                                                                           | 17 ноября 2004    | Саид            | 17.64                  |
| Француженка пленила Саида и многое рассказала ему об острове. Хёрли нашёл клюшки для гольфа и устроил турнир. Саид вспоминал, как допрашивал подругу детства, когда был военным.                                                                                               |      |                                                                                             |                | |                   |                 |                        |
| 10 | 10   | «Raised by Another» «Взращённый другим»                                                     | Марита Грабяк  | Линн Э. Литт                                                                                          | 1 декабря 2004    | Клер            | 17.15                  |
| Ночные кошмары убедили Клер, что ей и ребенку угрожает опасность. Херли провёл в лагере перепись населения и обнаружил лишнего человека, которого не было в списке пассажиров. Клер вспоминала, как посещала медиума.                                                          |      |                                                                                             |                | |                   |                 |                        |
| 11 | 11   | «All the Best Cowboys Have Daddy Issues» «У всех лучших ковбоев были проблемы с родителями» | Стивен Уильямс | Хавьер Грилло-Марксуа                                                                                 | 8 декабря 2004    | Джек            | 18.88                  |
| Другие похитили Клер и Чарли, и несколько их товарищей отправились им на помощь. Локк и Бун нашли в лесу подземный бункер. Джек вспоминал, как окончилась карьера его отца. |      |                                                                                             |                | |                   |                 |                        |
| 12 | 12   | «Whatever the Case May Be» «Что бы в этом кейсе ни было»                                    | Джек Бендер    | Деймон Линделоф, Дженнифер Джонсон                                                                    | 5 января 2005     | Кейт            | 21.59                  |
| Сойер и Кейт нашли металлический кейс. Роуз утешала Чарли, переживающего из-за Клер. Саид попросил Шеннон помочь ему с переводом карт Руссо. Кейт вспоминала ограбление банка.                                                                                                 |      |                                                                                             |                | |                   |                 |                        |
| 13 | 13   | «Hearts and Minds» «Сердцем и разумом»                                                      | Род Холкомб    | Карлтон Кьюз, Хавьер Грилло-Марксуа                                                                   | 12 января 2005    | Бун             | 20.81                  |
| Локк дал Буну наркотик, после чего тому явилось видение о смерти Шеннон. Другие спасшиеся начинали меньше доверять Локку. Бун вспоминал о том, что привело его в Австралию. |      |                                                                                             |                | |                   |                 |                        |
| 14 | 14   | «Special» «Особенный»                                                                       | Грег Яйтанс    | Дэвид Фьюри                                                                                           | 19 января 2005    | Майкл и Уолт    | 19.69                  |
| Майкл запретил Уолту общаться с Локком, который учил его метать ножи, и попросил помочь построить плот. Также он вспоминал о том, как забирал Уолта из Австралии. |      |                                                                                             |                | |                   |                 |                        |
| 15 | 15   | «Homecoming» «Возвращение домой»                                                            | Кевин Хукс     | Деймон Линделоф                                                                                       | 9 февраля 2005    | Чарли           | 19.48                  |
| В лагерь вернулась Клер. Итан пытался вернуть её к Другим, но ему помешали Чарли, Саид и Джек. Чарли вспоминал свой роман с богатой девушкой. |      |                                                                                             |                | |                   |                 |                        |
| 16 | 16   | «Outlaws» «Вне закона»                                                                      | Джек Бендер    | Дрю Годдард                                                                                           | 16 февраля 2005   | Сойер           | 17.87                  |
| Сойер объявил вендетту кабану, который ночью приходил в его палатку. Хёрли попросил Саида успокоить Чарли. Сойер вспоминал, что привело его в Австралию. |      |                                                                                             |                | |                   |                 |                        |
| 17 | 17   | «...In Translation» «В переводе»                                                            | Такер Гейтс    | Хавьер Грилло-Марксуа, Леонард Дик                                                                    | 23 февраля 2005   | Джин            | 19.49                  |
| Когда Джина обвинили в поджоге плота, Сун, чтобы уладить это недоразумение, была вынуждена признаться в том, что знает английский. Саид и Шеннон начали испытывать друг к другу романтические чувства. Джин вспоминал времена, когда работал на отца Сун.                      |      |                                                                                             |                | |                   |                 |                        |
| 18 | 18   | «Numbers» «Числа»                                                                           | Дэниел Аттиас  | Брент Флетчер, Дэвид Фьюри                                                                            | 2 марта 2005      | Хёрли           | 18.85                  |
| Увидев на картах француженки повторяющиеся комбинации цифр, Херли ушёл в джунгли, чтобы поговорить с Даниэль. Локк пригласил Клер помочь ему кое в чём. Херли вспоминал безрадостную причину своего приезда в Австралию.                                                       |      |                                                                                             |                | |                   |                 |                        |
| 19 | 19   | «Deus Ex Machina» «Deux Ex Machina»                                                         | Роберт Мандел  | Карлтон Кьюз, Деймон Линделоф                                                                         | 30 марта 2005     | Локк            | 17.75                  |
| Локк и Бун нашли в лесу самолет нигерийских наркоторговцев. Внутри Бун обнаружил партию героина и рацию, однако, едва установив связь, упал на землю вместе с самолетом и получил множественные травмы. Локк вспоминал, как отец обманом заставил его пожертвовать свою почку. |      |                                                                                             |                | |                   |                 |                        |
| 20 | 20   | «Do No Harm» «Не навреди»                                                                   | Стивен Уильямс | Джанет Тамаро                                                                                         | 6 апреля 2005     | Джек            | 17.12                  |
| Пока Джек безуспешно пытался спасти умирающего Буна, Клер в лесу родила мальчика. Саид назначил Шеннон романтическое свидание на пляже. Джек вспоминал свою свадьбу. |      |                                                                                             |                | |                   |                 |                        |
| 21 | 21   | «The Greater Good» «Лучшая участь»                                                          | Дэвид Гроссман | Леонард Дик                                                                                           | 4 мая 2005        | Саид            | 17.20                  |
| На похоронах Буна Джек избил Локка. Шеннон попросила Саида отомстить за смерть брата, вынудив его сделать выбор между принципами и чувствами к ней. Саид вспоминал причину, по которой приехал в Австралию.                                                                    |      |                                                                                             |                | |                   |                 |                        |
| 22 | 22   | «Born to Run» «Рождённая бежать»                                                            | Такер Гейтс    | История: Хавьер Грилло-Марксуа Телесценарий: Эдвард Китсис, Адам Хоровиц                              | 11 мая 2005       | Кейт            | 17.10                  |
| Когда Майкл слёг с отравлением, подозрение пало на Кейт. Локк показал бункер Саиду и Джеку. Кейт вспоминала печальные обстоятельства, при которых встретилась со своим другом детства.                                                                                         |      |                                                                                             |                | |                   |                 |                        |
| 23 | 23   | «Exodus (Part 1)» «Исход — Часть 1»                                                         | Джек Бендер    | Деймон Линделоф, Карлтон Кьюз                                                                         | 18 мая 2005       | Разные          | 18.62                  |
| Руссо пришла в лагерь с известием о приближении Других. В результате выжившие решили укрыться в бункере. Майкл и Джин завершили строительство плота. |      |                                                                                             |                | |                   |                 |                        |
| 2425 | 2425 | «Exodus (Part 2)» «Исход — Часть 2»                                                         | Джек Бендер    | Деймон Линделоф, Карлтон Кьюз                                                                         | 25 мая 2005       | Разные          | 20.71                  |
| Раздобыв динамит, Джек, Кейт, Хёрли и Локк взорвали крышку люка. Даниэль похитила малыша Клер, но Саид и Чарли настигли её и вернули ребёнка. Джин, Сойер, Майкл и Уолт вышли на плоту в океан.                                                                                |      |                                                                                             |                | |                   |                 |                        |

## Сезон 2: 2005—2006
Второй сезон вышел в эфир американского телевидения 21 сентября 2005 года и состоял из 24 эпизодов. Основной его темой стал конфликт между верой и знанием. Было введено несколько новых героев: спасшиеся после падения хвоста самолета и другие обитатели острова. Хотя некоторые из секретов острова раскрылись, по-прежнему оставалось неясно, кто такие Другие.
| № | #    | Название                                                      | Режиссёр       | Сценарист                             | Дата показа в США | Центр. персонаж | Зрители США (миллионы) |
| --- | ---- | ------------------------------------------------------------- | -------------- | ------------------------------------- | ----------------- | --------------- | ---------------------- |
| 26 | 1    | «Man of Science, Man of Faith» «Человек науки, человек веры»  | Джек Бендер    | Деймон Линделоф                       | 21 сентября 2005  | Джек            | 23.47                  |
| После того, как Джек, Кейт и Локк проникли в бункер, оказалось, что там живёт человек, который на протяжении нескольких лет вводил в компьютер станции цифровой код. Джек вспоминал свою первую встречу с Сарой.                                                         |      |                                                               |                |                                       |                   |                 |                        |
| 27 | 2    | «Adrift» «По течению»                                         | Стивен Уильямс | Стивен Маэда, Леонард Дик             | 28 сентября 2005  | Майкл           | 23.17                  |
| Майкл и раненый Сойер плыли на обломках плота в полном опасностей океане. Майкл вспоминал свой разрыв со Сьюзен и то, как передал ей родительские права на Уолта. |      |                                                               |                |                                       |                   |                 |                        |
| 28 | 3    | «Orientation» «Инструктаж»                                    | Джек Бендер    | Хавьер Грильо-Марксуа, Крэйг Райт     | 5 октября 2005    | Локк            | 22.38                  |
| Джек и Локк узнали назначение бункера. Майкл, Сойер и Джин попали в плен к островитянам, которых они ошибочно сочли Другими. Локк вспоминал свои отношения с Хелен. |      |                                                               |                |                                       |                   |                 |                        |
| 29 | 4    | «Everybody Hates Hugo» «Все ненавидят Хьюго»                  | Алан Тейлор    | Эдвард Китсис, Адам Хоровиц           | 12 октября 2005   | Хёрли           | 21.66                  |
| Майкл, Сойер и Джин поняли, что пленившие их люди — это выжившие из хвостовой части самолета. Херли вспоминал, как выиграл в лотерею. |      |                                                               |                |                                       |                   |                 |                        |
| 30 | 5    | «...And Found» «И найденное»                                  | Стивен Уильямс | Деймон Линделоф, Карлтон Кьюз         | 19 октября 2005   | Сун и Джин      | 21.38                  |
| Джин и мистер Эко отправились на поиски Майкла, который ушёл в лес за сыном. Сун, переживая за мужа, потеряла, но затем нашла обручальное кольцо. Сун и Джин вспоминали свою первую встречу.                                                                             |      |                                                               |                |                                       |                   |                 |                        |
| 31 | 6    | «Abandoned» «Покинутая»                                       | Адам Дэвидсон  | Элизабет Сарнофф                      | 9 ноября 2005     | Шеннон          | 20.01                  |
| Шеннон, у которой начался роман с Саидом, ушла искать Уолта в джунглях, где её случайно застрелила Ана-Люсия. Также она вспоминала о смерти отца и разладе с мачехой. |      |                                                               |                |                                       |                   |                 |                        |
| 32 | 7    | «The Other 48 Days» «Другие 48 дней»                          | Эрик Ланёвилль | Деймон Линделоф, Карлтон Кьюз         | 16 ноября 2005    | TBA             | 21.87                  |
| В серии показаны события, случившиеся за 48 дней с момента катастрофы с выжившими пассажирами из хвостовой части самолета. |      |                                                               |                |                                       |                   |                 |                        |
| 33 | 8    | «Collision» «Столкновение»                                    | Стивен Уильямс | Хавьер Грильо-Марксуа, Леонард Дик    | 23 ноября 2005    | Ана-Люсия       | 19.29                  |
| Ана-Люсия связала Саида, опасаясь, что в порыве ненависти он убьет её, чтобы отомстить за гибель Шеннон. Также она вспоминала времена, когда служила в полиции. |      |                                                               |                |                                       |                   |                 |                        |
| 34 | 9    | «What Kate Did» «Что сделала Кейт»                            | Пол Эдвардс    | Стивен Маэда, Крэйг Райт              | 30 ноября 2005    | Кейт            | 21.54                  |
| Пока Кейт ухаживала за раненым Сойером, ей показалось, что она сходит с ума. Локку и мистеру Эко открылась очередная тайна бункера. Майкл увидел на экране компьютера загадочное послание. Кейт вспоминала совершенное ею преступление.                                  |      |                                                               |                |                                       |                   |                 |                        |
| 35 | 10   | «The 23rd Psalm» «23-й псалом»                                | Мэтт Эрл Бисли | Деймон Линделоф, Карлтон Кьюз         | 11 января 2006    | Мистер Эко      | 20.56                  |
| Мистер Эко потребовал, чтобы Чарли отвел его к самолету наркоторговцев. Клер, узнав о наркозависимости Чарли, перестала ему доверять. Эко вспоминал времена, когда был наркоторговцем в Нигерии.                                                                         |      |                                                               |                |                                       |                   |                 |                        |
| 36 | 11   | «The Hunting Party» «Отряд охотников»                         | Стивен Уильямс | Элизабет Сарнофф, Кристина М. Ким     | 18 января 2006    | Джек            | 19.13                  |
| Майкл ушёл из лагеря на поиски Уолта. Джек, Локк и Сойер догнали его и столкнулись в джунглях с Другими. Джек вспоминал пациента, которого не смог вылечить. |      |                                                               |                |                                       |                   |                 |                        |
| 37 | 12   | «Fire + Water» «Огонь + вода»                                 | Джек Бендер    | Эдвард Китсис, Адам Хоровиц           | 25 января 2006    | Чарли           | 19.05                  |
| Чарли явилось видение, которое поселило в нём уверенность, что Аарона необходимо окрестить, чтобы оградить малыша от опасности. Также он вспоминал времена, когда его группа была на пике популярности, а брат страдал от наркозависимости.                              |      |                                                               |                |                                       |                   |                 |                        |
| 38 | 13   | «The Long Con» «Долгая афера»                                 | Роксанн Доусон | Стивен Маэда, Леонард Дик             | 8 февраля 2006    | Сойер           | 18.74                  |
| После нападения на Сун между выжившими начались споры за право носить оружие. Сойер вспоминал крупную аферу, которую он провернул с любившей его женщиной. |      |                                                               |                |                                       |                   |                 |                        |
| 39 | 14   | «One of Them» «Один из них»                                   | Стивен Уильямс | Деймон Линделоф, Карлтон Кьюз         | 15 февраля 2006   | Саид            | 18.20                  |
| Руссо повела Саида в лес, где в ловушку попал человек, по её мнению — один из Других. По предложению Локка, Саид попытался выбить из пленника информацию, о том, кто он на самом деле. Саид вспоминал события, случившиеся с ним во время войны в Персидском заливе.     |      |                                                               |                |                                       |                   |                 |                        |
| 40 | 15   | «Maternity Leave» «Декретный отпуск»                          | Джек Бендер    | Доун Ламбертсен Келли, Мэтт Раггьянти | 1 марта 2006      | Клэр            | 16.43                  |
| Когда Аарон заболел, Клер, чтобы принести вакцину, вместе с Кейт и Руссо ушла в лес на поиски бункера, где Другие держали её в плену. Джек и Локк не сошлись во мнениях, как поступить с Генри Гейлом. Клер вспоминала события, которые произошли с ней после похищения. |      |                                                               |                |                                       |                   |                 |                        |
| 41 | 16   | «The Whole Truth» «Вся правда»                                | Карен Гавиола  | Элизабет Сарнофф, Кристина М. Ким     | 22 марта 2006     | Сун             | 15.30                  |
| Сун заподозрила, что беременна. Локк предложил Ане-Люсии допросить Генри Гейла. Саид и Чарли ушли в джунгли искать воздушный шар. Сун вспоминала, как вместе с Джином посещала доктора, чтобы узнать, кто из них бесплоден.                                              |      |                                                               |                |                                       |                   |                 |                        |
| 42 | 17   | «Lockdown» «Блокировка»                                       | Стивен Уильямс | Деймон Линделоф, Карлтон Кьюз         | 29 марта 2006     | Локк            | 16.21                  |
| После того, как Локк не успел ввести код, включилась аварийная тревога, и на двери появилась карта расположенных на острове бункеров. Ана-Люсия, Саид и Чарли нашли воздушный шар Генри Гейла. Локк вспоминал, как отец во второй раз обратился к нему за помощью.       |      |                                                               |                |                                       |                   |                 |                        |
| 43 | 18   | «Dave» «Дэйв»                                                 | Джек Бендер    | Эдвард Китсис, Адам Хоровиц           | 5 апреля 2006     | Хёрли           | 16.38                  |
| Между Либби и Хёрли завязалась дружба. Генри Гейл рассказал Локку нечто, что заставило его усомниться в важности бункера. Хёрли вспоминал своё пребывание в психиатрической лечебнице и своего вымышленного друга.                                                       |      |                                                               |                |                                       |                   |                 |                        |
| 44 | 19   | «S.O.S.» «S.O.S.»                                             | Эрик Ланёвилль | Стивен Маэда, Леонард Дик             | 12 апреля 2006    | Роуз и Бернард  | 15.68                  |
| Бернард решил выложить камнями слово S.O.S. на берегу. Между Джеком и Кейт вновь пробежала романтическая искра. Вера Локка в силу острова продолжала угасать. Роуз и Бернард вспоминали их первую встречу и медовый месяц в Австралии.                                   |      |                                                               |                |                                       |                   |                 |                        |
| 45 | 20   | «Two for the Road» «Дорога для двоих»                         | Пол Эдвардс    | Элизабет Сарнофф, Кристина М. Ким     | 3 мая 2006        | Ана-Люсия       | 15.56                  |
| Джек и Кейт привели в лагерь Майкла и услышали от него новые сведения о Других. Тем временем Ана-Люсия допрашивала пленника, а Хёрли назначил Либби свидание. Ана-Люсия вспоминала своё путешествие в Австралию.                                                         |      |                                                               |                |                                       |                   |                 |                        |
| 46 | 21   | «?» «?»                                                       | Деран Сарафян  | Деймон Линделоф, Карлтон Кьюз         | 10 мая 2006       | Мистер Эко      | 16.35                  |
| Мистер Эко и Локк обнаружили под обломками самолёта наркоторговцев ещё один бункер. Спасшимся открылась трагедия, случившаяся в первом бункере. Мистер Эко вспоминал чудо, свидетелем которого стал в прошлом.                                                           |      |                                                               |                |                                       |                   |                 |                        |
| 47 | 22   | «Three Minutes» «Три минуты»                                  | Стивен Уильямс | Эдвард Китсис, Адам Хоровиц           | 17 мая 2006       | Майкл           | 14.67                  |
| Майкл настоял, чтобы вместе с ним на поиски Уолта выдвинулось лишь несколько отобранных им спасшихся. Саид заподозрил Майкла в предательстве. Майкл вспоминал дни, проведённые в плену у Других.                                                                         |      |                                                               |                |                                       |                   |                 |                        |
| 4849 | 2324 | «Live Together, Die Alone» «Живём вместе, умираем поодиночке» | Джек Бендер    | Деймон Линделоф, Карлтон Кьюз         | 24 мая 2006       | Десмонд         | 17.84                  |
| Саид предложил Джеку план, согласно которому он должен был первым добраться до стоянки Других. Между мистером Эко и Локком разгорелся конфликт относительно назначения бункера. Десмонд вспоминал своё прошлое, и в том числе безуспешную попытку выбраться с острова.   |      |                                                               |                |                                       |                   |                 |                        |

## Сезон 3: 2006—2007
Третий сезон вышел в эфир американского телевидения 4 октября 2006 года. Зрители узнали, что стало с похищенными Джеком, Кейт и Сойером; открылись некоторые секреты Других и DHARMA. В конце сезона у выживших появилась надежда на спасение.
| № | #    | Название                                            | Режиссёр          | Сценарист                                                               | Дата показа в США | Центр. персонаж | Зрители США (миллионы) |
| --- | ---- | --------------------------------------------------- | ----------------- | ----------------------------------------------------------------------- | ----------------- | --------------- | ---------------------- |
| 50 | 1    | «A Tale of Two Cities» «Повесть о двух городах»     | Джек Бендер       | История: Деймон Линделоф Телесценарий: Дж. Дж. Абрамс и Деймон Линделоф | 4 октября 2006    | Джек            | 18.82                  |
| Другие отвезли Джека, Сойера и Кейт на станцию «Гидра» и разделили их. Джек вспоминал, как разводился с Сарой. |      |                                                     |                   |                                                                         |                   |                 |                        |
| 51 | 2    | «The Glass Ballerina» «Стеклянная балерина»         | Пол Эдвардс       | Джефф Пинкнер и Дрю Годдард                                             | 11 октября 2006   | Сун и Джин      | 16.89                  |
| Бен пообещал Джеку вывезти его с острова, если тот согласится сотрудничать с ним. Тем временем Саид, Джин и Сун вступили в схватку с Другими, и Сун подстрелила одну из них. Сун и Джин вспоминали о своих отношениях с Джаем Ли.                                              |      |                                                     |                   |                                                                         |                   |                 |                        |
| 52 | 3    | «Further Instructions» «Дальнейшие указания»        | Стивен Уильямс    | Элизабет Сарнофф и Карлтон Кьюз                                         | 18 октября 2006   | Локк            | 16.31                  |
| Бункер взорвался, но Локк, Десмонд и мистер Эко выжили. Локк видел призрак Буна и вместе с Чарли спас Эко от белого медведя. Локк вспоминал время, проведённое на конопляной ферме.                                                                                            |      |                                                     |                   |                                                                         |                   |                 |                        |
| 53 | 4    | «Every Man for Himself» «Каждый сам за себя»        | Стивен Уильямс    | Эдвард Китсис и Адам Хоровиц                                            | 25 октября 2006   | Сойер           | 17.09                  |
| Другая, которую ранила Сун, умерла. Бен рассказал Сойеру, что они находятся на другом острове. Джек узнал, что ему предстоит вырезать опухоль Бена. Сойер вспоминал время, когда сидел в тюрьме и узнал, что у него есть дочь.                                                 |      |                                                     |                   |                                                                         |                   |                 |                        |
| 54 | 5    | «The Cost of Living» «Цена жизни»                   | Джек Бендер       | Элисон Шапкер и Моника Брин                                             | 1 ноября 2006     | Мистер Эко      | 16.07                  |
| Мистер Эко пошёл за призраком брата, после чего «чёрный дым» убил его. Джульет попросила Джека убить Бена во время операции. Мистер Эко вспоминал брата Йеми. |      |                                                     |                   |                                                                         |                   |                 |                        |
| 55 | 6    | «I Do» «Я согласна»                                 | Такер Гейтс       | Деймон Линделоф и Карлтон Кьюз                                          | 8 ноября 2006     | Кейт            | 17.15                  |
| Сойер и Кейт занимались сексом. Джек начал оперировать Бена, но остановился, чтобы Сойер и Кейт успели сбежать. Кейт вспоминала своё недолгое замужество. |      |                                                     |                   |                                                                         |                   |                 |                        |
| 56 | 7    | «Not in Portland» «Не в Портленде»                  | Стивен Уильямс    | Карлтон Кьюз и Джефф Пинкнер                                            | 7 февраля 2007    | Джульет         | 14.49                  |
| Джек прооперировал Бена и устроил побег Сойера и Кейт. Также им помогали Алекс (дочь француженки) и Джульет, которая убила одного из преследователей. Джульет вспоминала свою жизнь до острова.                                                                                |      |                                                     |                   |                                                                         |                   |                 |                        |
| 57 | 8    | «Flashes Before Your Eyes» «Вспышки перед глазами»  | Джек Бендер       | Деймон Линделоф и Дрю Годдард                                           | 14 февраля 2007   | Десмонд         | 12.84                  |
| Десмонд вспоминал свою жизнь до острова. Он обнаружил, что может видеть будущее, и, в частности, предсказал Чарли скорую смерть. |      |                                                     |                   |                                                                         |                   |                 |                        |
| 58 | 9    | «Stranger in a Strange Land» «Чужак в чужой стране» | Пэрис Барклай     | Элизабет Сарнофф и Кристина М. Ким                                      | 21 февраля 2007   | Джек            | 12.95                  |
| Пока Джульет ожидала суда, Джеку опять пришлось лечить Бена. Кейт и Сойер приплыли на лодке на свой остров. Джек вспоминал о том, как ему сделали татуировку в Таиланде. |      |                                                     |                   |                                                                         |                   |                 |                        |
| 59 | 10   | «Tricia Tanaka Is Dead» «Триша Танака мертва»       | Эрик Ланёвилль    | Эдвард Китсис и Адам Хоровиц                                            | 28 февраля 2007   | Хёрли           | 12.78                  |
| Кейт и Сойер вернулись в лагерь. Хёрли нашёл в джунглях автобус и сумел завести его. Кейт, Саид и Локк отправились на поиски Руссо, чтобы та помогла им спасти Джека. Хёрли вспоминал о том, как его отец вернулся домой после 17-ти лет отсутствия и только ради денег сына.  |      |                                                     |                   |                                                                         |                   |                 |                        |
| 60 | 11   | «Enter 77» «Введите 77»                             | Стивен Уильямс    | Деймон Линделоф и Карлтон Кьюз                                          | 7 марта 2007      | Саид            | 12.45                  |
| Локк, Саид и Кейт нашли станцию «Пламя» и познакомились с её одноглазым смотрителем. Саид, согласно его воспоминаниям, нашёл ещё кое-кого, кого мог знать в Париже. В лагере Сойер не смог отыграть в пинг-понг свои вещи.                                                     |      |                                                     |                   |                                                                         |                   |                 |                        |
| 61 | 12   | «Par Avion» «Авиапочта»                             | Пол Эдвардс       | Кристина М. Ким и Джордан Розенберг                                     | 14 марта 2007     | Клэр            | 12.48                  |
| После того, как Клер замечает стаю мигрирующих птиц, и у неё появляется неожиданный план спасти всех с острова. В то же время Саид, Кейт, Джон и Даниэль продолжают искать лагерь Других. Воспоминание фокусируется на Клер, в котором раскрывается правда о её матери и отце. |      |                                                     |                   |                                                                         |                   |                 |                        |
| 62 | 13   | «The Man from Tallahassee» «Человек из Таллахасси»  | Джек Бендер       | Дрю Годдард и Джефф Пинкнер                                             | 21 марта 2007     | Локк            | 12.22                  |
| Бен попытался отговорить Локка от намеченного плана и обещал взамен раскрыть один из секретов острова. Кейт встретилась с Джеком и узнала, что Другие пообещали отпустить его с острова. Локк вспоминал обстоятельства, при которых его парализовало.                          |      |                                                     |                   |                                                                         |                   |                 |                        |
| 63 | 14   | «Exposé» «Разоблачение»                             | Стивен Уильямс    | Эдвард Китсис и Адам Хоровиц                                            | 28 марта 2007     | Никки и Пауло   | 11.52                  |
| Воспоминания Никки и Пауло о совершённом в Австралии преступлении чередовались с трагическими событиями на острове, когда в результате укуса паука их обоих парализовало, а товарищи похоронили их, решив, что они мертвы.                                                     |      |                                                     |                   |                                                                         |                   |                 |                        |
| 64 | 15   | «Left Behind» «Брошенные»                           | Карен Гавиола     | Деймон Линделоф и Элизабет Сарнофф                                      | 4 апреля 2007     | Кейт            | 11.66                  |
| Джульет пытается войти в доверие к Кейт. Джек, Кейт, Саид и Джульет идут в лагерь на берегу. Мы узнаём подробности жизни Кейт. |      |                                                     |                   |                                                                         |                   |                 |                        |
| 65 | 16   | «One of Us» «Одна из нас»                           | Джек Бендер       | Карлтон Кьюз и Дрю Годдард                                              | 11 апреля 2007    | Джульет         | 12.09                  |
| Джульет приходит в лагерь на берегу и спасает жизнь Клер. Оказывается, что Джульет заслана Другими и что болезнь Клер — это действие имплантата. |      |                                                     |                   |                                                                         |                   |                 |                        |
| 66 | 17   | «Catch-22» «Уловка 22»                              | Стивен Уильямс    | Джефф Пинкнер и Брайан К. Вон                                           | 18 апреля 2007    | Десмонд         | 12.08                  |
| Десмонд видит в своих видениях, что на остров катапультируется его возлюбленная Пенелопа и по дороге до неё Чарли умирает в ловушке Руссо, но он меняет общую картину видения, Чарли выживает и на остров спускается парашютистка Наоми.                                       |      |                                                     |                   |                                                                         |                   |                 |                        |
| 67 | 18   | «D.O.C.» «День зачатия»                             | Фредерик И.О. Туа | Эдвард Китсис и Адам Хоровиц                                            | 25 апреля 2007    | Сун             | 11.86                  |
| Узнав, что беременные умирают на острове, Сун согласилась разрешить Джульет осмотреть её. Десмонд позволил чудом выжившему Бакунину спасти упавшую с парашютом незнакомку. Сун вспоминала события, случившиеся после их с Джином свадьбы.                                      |      |                                                     |                   |                                                                         |                   |                 |                        |
| 68 | 19   | «The Brig» «Гауптвахта»                             | Эрик Ланёвилль    | Деймон Линделоф и Карлтон Кьюз                                          | 3 мая 2007        | Локк            | 12.33                  |
| В этой серии рассказывается о том, что делал Локк у Других и как Сойер убил отца Локка на острове. |      |                                                     |                   |                                                                         |                   |                 |                        |
| 69 | 20   | «The Man Behind the Curtain» «Человек за ширмой»    | Бобби Рот         | Элизабет Сарнофф и Дрю Годдард                                          | 9 мая 2007        | Бен             | 12.11                  |
| Бен вспоминает, как оказался на острове и что произошло с «Дхармой». Локк идёт с Беном к Джейкобу и слышит его голос. Бен стреляет в Локка. Джульет рассказывает всем, что Бен заставляет её шпионить.                                                                         |      |                                                     |                   |                                                                         |                   |                 |                        |
| 70 | 21   | «Greatest Hits» «Избранное»                         | Стивен Уильямс    | Эдвард Китсис и Адам Хоровиц                                            | 16 мая 2007       | Чарли           | 12.32                  |
| Десмонд сообщает Чарли, что снова видел его смерть, а после этого все были спасены с острова. Чарли соглашается отправиться на задание, и вместе с Десмондом они проникают на подводную станцию. Выжившие готовят ловушку Другим.                                              |      |                                                     |                   |                                                                         |                   |                 |                        |
| 7172 | 2223 | «Through the Looking Glass» «Через зеркало»         | Джек Бендер       | Деймон Линделоф и Карлтон Кьюз                                          | 23 мая 2007       | Джек            | 13.86                  |
| Джек уводит выживших к радиовышке. Появляется Бен, требует остановиться и не верить Наоми. Выжившие связываются с кораблём и празднуют возможное спасение. Из флешфорварда мы узнаём, что стало с Джеком и Кейт после спасения с острова.                                      |      |                                                     |                   |                                                                         |                   |                 |                        |

## Сезон 4: 2008
Показ четвёртого сезона начался 31 января 2008 года. Прибывает корабль со спасателями, но спасаются только 6 человек с рейса 815. Флешфорварды открывают подробности их спасения.
| № | #    | Название                                                                  | Режиссёр       | Сценарист                         | Дата показа в США | Центр. персонаж                         | Зрители США (миллионы) |
| --- | ---- | ------------------------------------------------------------------------- | -------------- | --------------------------------- | ----------------- | --------------------------------------- | ---------------------- |
| 73 | 1    | «The Beginning of the End» «Начало конца»                                 | Джек Бендер    | Деймон Линделоф, Карлтон Кьюз     | 31 января 2008    | Хёрли                                   | 16.07                  |
| В лагерь возвращается Десмонд с последним сообщением Чарли о том, что «спасатели» не те, за кого себя выдают. Выжившие разбиваются на две группы: одни во главе с Локком не доверяют «пришельцам» и уходят к казармам, а остальные с Джеком готовы пойти с ними на контакт.                                                 |      |                                                                           |                |                                   |                   |                                         |                        |
| 74 | 2    | «Confirmed Dead» «Признаны погибшими»                                     | Стивен Уильямс | Дрю Годдард, Брайан К. Вон        | 7 февраля 2008    | Фарадей, Шарлотта, Майлз, Фрэнк и Наоми | 15.06                  |
| На остров высаживаются четверо «спасателей» с корабля. Трое из них оказываются в команде Джека, а одного члена экипажа — Шарлотту берет в плен Локк со своим отрядом. «Спасатели» признаются, что их настоящая цель — захватить Бена.                                                                                       |      |                                                                           |                |                                   |                   |                                         |                        |
| 75 | 3    | «The Economist» «Экономист»                                               | Джек Бендер    | Эдвард Китсис, Адам Хоровиц       | 14 февраля 2008   | Саид                                    | 13.62                  |
| Пилот вертолёта согласен доставить троих выживших на корабль — в обмен на возвращение Шарлотты. Саид, Майлс и Кейт отправляются за ней в казармы, где встречают группу Локка. Кейт и Майлз остаются у Локка, а Саид и Шарлотта возвращаются к Джеку. Фрэнк взлетает на вертолёте вместе с трупом Наоми, Десмондом и Саидом. |      |                                                                           |                |                                   |                   |                                         |                        |
| 76 | 4    | «Eggtown» «Просчёт»                                                       | Стивен Уильямс | Элизабет Сарнофф, Греггори Нэйшнс | 21 февраля 2008   | Кейт                                    | 13.53                  |
| На острове Бен и Майлз заключают сделку. Джек и весь пляж понимают, что Саид и Дезмонд попали в беду. Мы видим Кейт в будущем, её оправдали по большинству обвинений и благодаря Джеку осудили на условный срок. Оказывается, что в будущем Кейт становится приемной матерью ребёнка Клер.                                  |      |                                                                           |                |                                   |                   |                                         |                        |
| 77 | 5    | «The Constant» «Константа»                                                | Джек Бендер    | Деймон Линделоф, Карлтон Кьюз     | 28 февраля 2008   | Десмонд                                 | 12.85                  |
| Дезмонд с Саидом попадают в зону турбулентности, и у Дезмонда появляются побочные эффекты в виде того, что его сознание может перемещаться во времени. Фарадей пытается помочь ему. У радиста на корабле такие же симптомы. Саид по рации сообщает Джеку, что они добрались до корабля. Десмонд связывается с Пенелопой.    |      |                                                                           |                |                                   |                   |                                         |                        |
| 78 | 6    | «The Other Woman» «Другая женщина»                                        | Эрик Ланёвилль | Дрю Годдард, Кристина М. Ким      | 6 марта 2008      | Джульет                                 | 12.90                  |
| Шарлотта и Ден пытаются обезопасить газ на станции «Буря», Бен приказывает Джульет остановить их. Шарлотта и Ден уговаривают Джульет не мешать им. Бен договаривается с Локком выпустить его из заточения и рассказывает ему о человеке, который ищет остров и послал «спасателей».                                         |      |                                                                           |                |                                   |                   |                                         |                        |
| 79 | 7    | «Ji Yeon» «Чи Ён»                                                         | Стефен Семел   | Эдвард Китсис, Адам Хоровиц       | 13 марта 2008     | Сун и Джин                              | 11.87                  |
| На корабле Саид и Десмонд узнают, что шпионом Бена является Майкл и что на корабле у многих появились психические расстройства. На острове Джин и Сун хотят уйти к Локку, но Джульет останавливает их. Мы узнаем, что у Сун в будущем родится дочка.                                                                        |      |                                                                           |                |                                   |                   |                                         |                        |
| 80 | 8    | «Meet Kevin Johnson» «Знакомьтесь — Кевин Джонсон»                        | Стивен Уильямс | Элизабет Сарнофф, Брайан К. Вон   | 20 марта 2008     | Майкл                                   | 11.28                  |
| Майкл рассказывает Саиду и Дезмонду, каким образом он попал на корабль. Бен уговаривает Алекс с Руссо и Карлом пойти в некий «Храм», где укрылись оставшиеся Другие. По пути туда Карла и Руссо убивают. |      |                                                                           |                |                                   |                   |                                         |                        |
| 81 | 9    | «The Shape of Things to Come» «Облик грядущего»                           | Джек Бендер    | Дрю Годдард, Брайан К. Вон        | 24 апреля 2008    | Бен                                     | 12.33                  |
| Бернард находит труп доктора Рэя на пляже. Люди Чарлза Уидмора убивают дочь Бена. Выясняется, что чёрный дым управляется Беном. Бен, Джон и Херли пытаются найти хижину Джейкоба. Из флешфорварда мы узнаём, как Саид начал работать на Бена.                                                                               |      |                                                                           |                |                                   |                   |                                         |                        |
| 82 | 10   | «Something Nice Back Home» «Счастливая привычная жизнь»                   | Стивен Уильямс | Эдвард Китсис, Адам Хоровиц       | 1 мая 2008        | Джек                                    | 11.14                  |
| Джульет вырезает Джеку аппендикс. Пока Сойер, Клэр, Аарон и Майлз идут в лагерь Джека, они находят трупы Руссо и Карла. После спасения Джек живёт с Кейт и Аароном. В конце эпизода Клэр бесследно исчезает. |      |                                                                           |                |                                   |                   |                                         |                        |
| 83 | 11   | «Cabin Fever» «Отшельник»                                                 | Пол Эдвардс    | Элизабет Сарнофф, Кайл Пеннингтон | 8 мая 2008        | Локк                                    | 11.28                  |
| Локк, Хёрли и Бен идут в хижину Джейкоба. Кимми возвращается на корабль и убивает капитана. Фрэнк отвозит Кимми обратно на остров. Локк находит хижину и видит Кристиана и Клер. |      |                                                                           |                |                                   |                   |                                         |                        |
| 84 | 12   | «There's No Place Like Home (Part 1)» «Долгожданное возвращение. Часть 1» | Стивен Уильямс | Деймон Линделоф, Карлтон Кьюз     | 15 мая 2008       | Джек, Кейт, Саид, Сун и Хёрли           | 11.40                  |
| Начинается переправка людей с острова на корабль с помощью лодки. На остров приземляется вертолёт, на котором люди с корабля прилетели за Беном и чтобы убить всех остальных на острове. Чтобы спастись, Локк, Хёрли и Бен пошли к «Орхидее» с целью переместить остров. Бен сдаётся людям с корабля.                       |      |                                                                           |                |                                   |                   |                                         |                        |
| 8586 | 1314 | «There's No Place Like Home (Part 2)» «Долгожданное возвращение. Часть 2» | Джек Бендер    | Деймон Линделоф, Карлтон Кьюз     | 29 мая 2008       | Джек, Кейт, Саид, Сун и Хёрли           | 12.20                  |
| Посещение «Орхидеи» Локом и Беном. Джек, Сойер, Кейт с Аароном, Дезмонд, Хёрли улетают на корабль. Взрыв корабля после убийства Кимми из-за передатчика — измерителя пульса на его руке. Смерть Майкла и Джина. Спасение 6 Ошеаник, Фрэнка и Десмонда. Показано, что в гробу был Локк.                                      |      |                                                                           |                |                                   |                   |                                         |                        |

## Сезон 5: 2009
Премьера пятого сезона телесериала «Остаться в живых» состоялась 21 января 2009 года. Показываются последствия перемещения острова, а также воссоединение и возвращение на остров «шестёрки Ошеаник».
| № | #    | Название                                                                | Режиссёр       | Сценарист                           | Дата показа в США | Центр. персонаж | Зрители США (миллионы) |
| --- | ---- | ----------------------------------------------------------------------- | -------------- | ----------------------------------- | ----------------- | --------------- | ---------------------- |
| 87 | 1    | «Because You Left» «Потому что вас нет»                                 | Стивен Уильямс | Деймон Линделоф, Карлтон Кьюз       | 21 января 2009    | TBA             | 11.66                  |
| Оставшиеся на острове начинают чувствовать последствия перемещения острова, а Джек и Бен начинают работу по воссоединению Шестёрки Oceanic, чтобы вернуться на остров с телом Локка и спасти тех, кто остался. |      |                                                                         |                |                                     |                   |                 |                        |
| 88 | 2    | «The Lie» «Ложь»                                                        | Джек Бендер    | Эдвард Китсис, Адам Хоровиц         | 21 января 2009    | Хёрли           | 11.08                  |
| Хёрли и Саид скрываются от полиции после того, что произошло на месте встречи. Жители острова подвергаются нападению со стороны неизвестных врагов. А старый знакомый делает Кейт заманчивое предложение, которое поможет сохранить «Ложь» в тайне. |      |                                                                         |                |                                     |                   |                 |                        |
| 89 | 3    | «Jughead» «Бомба»                                                       | Род Холкомб    | Элизабет Сарнофф, Пол Збышевски     | 28 января 2009    | Десмонд         | 11.07                  |
| Десмонд разыскивает мать Фарадея. А выжившие пытаются обезвредить бомбу. |      |                                                                         |                |                                     |                   |                 |                        |
| 90 | 4    | «The Little Prince» «Маленький принц»                                   | Стивен Уильямс | Брайан К. Вон, Мелинда Хсю Тейлор   | 4 февраля 2009    | Кейт            | 10.98                  |
| Кто-то пытается отобрать Аарона у Кейт, и она пытается узнать, кто именно. Тем временем Бен и Джек пытаются объединить всех, кто выбрался с острова, а все оставшиеся на острове пытаются добраться до станции «Орхидея». |      |                                                                         |                |                                     |                   |                 |                        |
| 91 | 5    | «This Place Is Death» «Остров смерти»                                   | Пол Эдвардс    | Эдвард Китсис, Адам Хоровиц         | 11 февраля 2009   | Сун и Джин      | 9.77                   |
| Джин присоединяется к остальным островитянам. А Бен, Джек, Сун и Десмонд собираются возле церкви. |      |                                                                         |                |                                     |                   |                 |                        |
| 92 | 6    | «316» «316»                                                             | Стивен Уильямс | Деймон Линделоф, Карлтон Кьюз       | 18 февраля 2009   | Джек            | 11.27                  |
| Шестёрка Oceanic находит дорогу на остров, но проблема в том, что не все хотят туда возвращаться. |      |                                                                         |                |                                     |                   |                 |                        |
| 93 | 7    | «The Life and Death of Jeremy Bentham» «Жизнь и смерть Джереми Бентама» | Джек Бендер    | Деймон Линделоф, Карлтон Кьюз       | 25 февраля 2009   | Локк            | 9.82                   |
| В серии раскрываются подробности роковой миссии Локка (под псевдонимом Джереми Бентама) за пределами острова. |      |                                                                         |                |                                     |                   |                 |                        |
| 94 | 8    | «LaFleur» «ЛаФлёр»                                                      | Марк Голдман   | Элизабет Сарнофф, Кайл Пеннингтон   | 4 марта 2009      | Сойер           | 10.61                  |
| Оставшиеся на острове вступают в DHARMA Initiative и ожидают возвращения Локка. Сойер берёт себе псевдоним ЛаФлёр. |      |                                                                         |                |                                     |                   |                 |                        |
| 95 | 9    | «Namaste» «Намасте»                                                     | Джек Бендер    | Пол Збышевски, Брайан К. Вон        | 18 марта 2009     | TBA             | 9.08                   |
| Джек, Кейт и Хёрли, с помощью Сойера и Джульет, начинают работать на DHARMA Initiative, скрывая при этом то, кто они на самом деле. |      |                                                                         |                |                                     |                   |                 |                        |
| 96 | 10   | «He's Our You» «Это наш ты»                                             | Грег Яйтанс    | Эдвард Китсис, Адам Хоровиц         | 25 марта 2009     | Саид            | 8.82                   |
| Мы узнаём о том, как Саид Джарра попал на рейс 316, и о том, как он смог выбраться из плена DHARMA Initiative. |      |                                                                         |                |                                     |                   |                 |                        |
| 97 | 11   | «Whatever Happened, Happened» «Обратной дороги нет»                     | Бобби Рот      | Деймон Линделоф, Карлтон Кьюз       | 1 апреля 2009     | Кейт            | 9.35                   |
| Джульет не может вылечить раненого Бена, а Джек отказывается помогать. Кейт относит Бена Другим, чтобы они его исцелили. Ричард объясняет, что это изменит мальчика навсегда. Во флешбэках Кейт решает вернуться на остров и оставляет Аарона его бабушке. |      |                                                                         |                |                                     |                   |                 |                        |
| 98 | 12   | «Dead Is Dead» «Мёртвый — значит мёртвый»                               | Стивен Уильямс | Элизабет Сарнофф, Брайан К. Вон     | 8 апреля 2009     | Бен             | 8.29                   |
| Бен возвращается на главный остров, чтобы монстр судил его за то, что он позволил Алекс погибнуть. Флешбэки показывают похищение Беном Алекс и его визит к Десмонду и Пенни. Тем временем Лапидуса берут в заложники выжившие с рейса 316. |      |                                                                         |                |                                     |                   |                 |                        |
| 99 | 13   | «Some Like It Hoth» «Некоторые любят похолоднее»                        | Джек Бендер    | Мелинда Хсю Тейлор, Греггори Нэйшнс | 15 апреля 2009    | Майлз           | 9.23                   |
| В 1977 году Роджер, отец Бена, начинает подозревать, что его сын исчез из-за Кейт. Майлзу приказывают доставить тело со стройплощадки станции «Лебедь» его отцу, доктору Чангу. Во флешбэках Майлз обнаруживает у себя способность говорить с мёртвыми и нанимается на корабль, плывущий на Остров.                                                                                  |      |                                                                         |                |                                     |                   |                 |                        |
| 100 | 14   | «The Variable» «Переменная»                                             | Пол Эдвардс    | Эдвард Китсис, Адам Хоровиц         | 29 апреля 2009    | Фарадей         | 9.04                   |
| Дэниел возвращается на Остров, чтобы предупредить его обитателей о катастрофе на станции «Лебедь». Джек, Кейт и Дэниел затевают перестрелку с DHARMA Initiative, что в итоге приводит к аресту Сойера и Джульет. Во флешбэках показаны отношения Дэниела с его родителями: Элоизой Хоукинг и Чарльзом Уидмором.                                                                      |      |                                                                         |                |                                     |                   |                 |                        |
| 101 | 15   | «Follow the Leader» «Следуй за лидером»                                 | Стивен Уильямс | Элизабет Сарнофф, Пол Збышевски     | 6 мая 2009        | TBA             | 8.70                   |
| В 1977 году Джек решает последовать совету Фарадея и взорвать водородную бомбу, но Кейт не соглашается с ним. Доктор Чанг убеждает членов DHARM`ы покинуть Остров, и вместе с ними на подлодке уплывают Сойер, Джульет и Кейт. В 2007 Локк воссоединяется с Другими и Ричардом и ведёт их к Джейкобу, которого замышляет убить.                                                      |      |                                                                         |                |                                     |                   |                 |                        |
| 102103 | 1617 | «The Incident» «Инцидент»                                               | Джек Бендер    | Деймон Линделоф, Карлтон Кьюз       | 13 мая 2009       | Джейкоб         | 9.43                   |
| В 1977 году выжившим удаётся взорвать водородную бомбу на станции «Лебедь», что приводит к страшным последствиям для некоторых персонажей. В 2007 году Локк и Другие идут к основанию четырёхпалой статуи, где живёт Джейкоб. Локк оказывается самозванцем: старый знакомый Джейкоба, он заставляет Бена убить его. Во флешбэках Джейкоб встречается с несколькими главными героями. |      |                                                                         |                |                                     |                   |                 |                        |

## Сезон 6: 2010
Шестой сезон стартовал в эфире американского телевидения 2 февраля 2010 года (в России 7 февраля) и состоит из 16 серий, первая и последняя серия сдвоены (двухчасовые).
| № | #    | Название                                         | Режиссёр        | Сценарист                                     | Дата показа в США | Центр. персонаж            | Зрители США (миллионы) |
| --- | ---- | ------------------------------------------------ | --------------- | --------------------------------------------- | ----------------- | -------------------------- | ---------------------- |
| 104105 | 12   | «LA X» «Аэропорт Лос-Анджелеса»                  | Джек Бендер     | Деймон Линделоф, Карлтон Кьюз                 | 2 февраля 2010    | TBA                        | 12.09                  |
| Показаны две реальности. В первой рейс 815 приземляется в аэропорту Лос-Анджелеса, где Кейт сбегает от маршала, а Джек узнаёт, что гроб с телом его отца потеряли при перевозке. Во второй выжившие возвращаются в наши дни после убийства Джейкоба; Джульет умирает, а Саид оживает в храме Других. Человек в чёрном, принявший облик Локка, оказывается дымовым монстром и убивает нескольких человек из команды Иланы. |      |                                                  |                 |                                               |                   |                            |                        |
| 106 | 3    | «What Kate Does» «Поступки Кейт»                 | Пол Эдвардс     | Эдвард Китсис, Адам Хоровиц                   | 9 февраля 2010    | Кейт                       | 11.05                  |
| Сойер уходит из храма, а Кейт пытается догнать его. Другие пытаются отравить Саида, а Джек мешает им. Джин идет искать Сун, но находит Клер, которая спасает его от Других. В альтернативной реальности Кейт помогает Клер. |      |                                                  |                 |                                               |                   |                            |                        |
| 107 | 4    | «The Substitute» «Заместитель»                   | Такер Гейтс     | Элизабет Сарнофф, Мелинда Хсю Тейлор          | 16 февраля 2010   | Локк                       | 9.82                   |
| Дымовой монстр в облике Локка пытается убедить Сойера покинуть Остров. Сун настаивает, что настоящего Локка нужно похоронить. В альтернативной реальности Локка увольняют, и он становится учителем на замену. |      |                                                  |                 |                                               |                   |                            |                        |
| 108 | 5    | «Lighthouse» «Маяк»                              | Джек Бендер     | Деймон Линделоф, Карлтон Кьюз                 | 24 февраля 2010   | Джек                       | 9.95                   |
| Джейкоб направляет Хёрли и Джека к Маяку, чтобы встретить новых гостей на острове. Клер привела Джина к себе в хижину. В альтернативной реальности нам показывают отношения между Джеком и его сыном. |      |                                                  |                 |                                               |                   |                            |                        |
| 109 | 6    | «Sundown» «Закат»                                | Бобби Рот       | Пол Збышевски, Грэм Роланд                    | 3 марта 2010      | Саид                       | 9.29                   |
| После привлечения Саида на свою сторону Человек в чёрном выдвигает ультиматум Другим: либо они присоединятся к нему, либо погибнут. Тем временем Кейт встречается с Клер. Во флешсайдах Саид помогает своему брату, попавшему в долговую яму. |      |                                                  |                 |                                               |                   |                            |                        |
| 110 | 7    | «Dr. Linus» «Доктор Лайнус»                      | Марио Ван Пиблз | Эдвард Китсис, Адам Хоровиц                   | 10 марта 2010     | Бен                        | 9.49                   |
| Бенджамин находит Илану и остальных, присоединяясь к ним. Но благодаря Майлзу они узнают, что Бен убил Джейкоба. Илана заставляет Бена копать самому себе могилу. Позже является Враг Джейкоба и пытается привлечь Бена на свою сторону, но Бен остается с Иланой и другими. В альтернативной реальности мы видим Бена-учителя и его попытки занять место директора школы. |      |                                                  |                 |                                               |                   |                            |                        |
| 111 | 8    | «Recon» «Разведка»                               | Джек Бендер     | Элизабет Сарнофф, Джим Галассо                | 17 марта 2010     | Сойер                      | 8.87                   |
| Человек в чёрном посылает Сойера с заданием на второй остров, где тот обнаруживает вернувшегося на остров Чарльза Уидмора. В альтернативной реальности Сойер продолжает поиски убийцы своих родителей, но уже в другом качестве. |      |                                                  |                 |                                               |                   |                            |                        |
| 112 | 9    | «Ab Aeterno» «С начала времён»                   | Такер Гейтс     | Мелинда Хсю Тейлор, Греггори Нэйшнс           | 24 марта 2010     | Ричард                     | 9.31                   |
| Серия раскрывает тайну попадания Ричарда на Остров: в 1867 году он прибывает на корабле «Чёрная скала», будучи рабом. Он становится представителем Джейкоба в обмен на бессмертие. В наши дни его убеждают помочь кандидатам на место Джейкоба. |      |                                                  |                 |                                               |                   |                            |                        |
| 113 | 10   | «The Package» «Посылка»                          | Пол Эдвардс     | Пол Збышевски, Грэм Роланд                    | 30 марта 2010     | Сун и Джин                 | 10.13                  |
| В альтернативной реальности по прилёте в Лос-Анджелес Джин и Сун останавливаются в отеле, где Джин должен был передать Кимми часы и конфискованные на таможне деньги. Кимми собирался убить Джина, но в ситуацию вмешивается Саид. На Острове Ричард после беседы со своей покойной женой, полный оптимизма, возвращается на пляж. Из лагеря дымового монстра люди Уидмора похищают Джина, а отправленный дымовым монстром на остров Гидра Саид видит, что люди Уидмора привезли на остров Дезмонда. |      |                                                  |                 |                                               |                   |                            |                        |
| 114 | 11   | «Happily Ever After» «Долгая и счастливая жизнь» | Джек Бендер     | Деймон Линделоф, Карлтон Кьюз                 | 6 апреля 2010     | Десмонд                    | 9.55                   |
| На Острове Уидмор помещает Дезмонда в сильное магнитное поле, и его сознание перемещается в альтернативную реальность, где он начинает вспоминать события, произошедшие на Острове. |      |                                                  |                 |                                               |                   |                            |                        |
| 115 | 12   | «Everybody Loves Hugo» «Все любят Хьюго»         | Дэниэл Аттиас   | Эдвард Китсис, Адам Хоровиц                   | 13 апреля 2010    | Хёрли                      | 9.48                   |
| В альтернативной реальности встречаются Хёрли и Либби, которые также вспоминают события, произошедшие на Острове. На Острове погибает Илана, а Хьюго, ведомый советами покойного Майкла, советует всем отправиться к дымовому монстру. |      |                                                  |                 |                                               |                   |                            |                        |
| 116 | 13   | «The Last Recruit» «Последний рекрут»            | Стефен Семел    | Пол Збышевски, Грэм Роланд                    | 20 апреля 2010    | TBA                        | 9.53                   |
| На Острове дымовой монстр готовится отправиться со всеми остальными на остров Гидра, но Сойер ломает его планы. В альтернативной реальности продолжают пересекаться судьбы главных героев. |      |                                                  |                 |                                               |                   |                            |                        |
| 117 | 14   | «The Candidate» «Кандидат»                       | Джек Бендер     | Элизабет Сарнофф, Джим Галассо                | 4 мая 2010        | Джек и Локк                | 9.59                   |
| Человек в Чёрном продолжает следовать своему плану — собрать всех Кандидатов вместе, но Джек по-прежнему хочет остаться на Острове. ЛжеЛокк пытается уничтожить всех кандидатов, ведь только так он сможет уйти с острова. В альтернативной реальности Джек пытается выяснить, почему Локк не хочет делать операцию. |      |                                                  |                 |                                               |                   |                            |                        |
| 118 | 15   | «Across the Sea» «Через море»                    | Такер Гейтс     | Деймон Линделоф, Карлтон Кьюз                 | 11 мая 2010       | Джейкоб и Человек в Чёрном | 10.32                  |
| Серия отсылает нас к истории появления Джейкоба и его брата (Человека в Чёрном) на Острове. Показана их жизнь в детские годы, смерть их названой матери и брата Джейкоба. Также серия пытается дать ответ на причину появления на Острове Дымового Монстра. |      |                                                  |                 |                                               |                   |                            |                        |
| 119 | 16   | «What They Died For» «Ради чего они погибли»     | Пол Эдвардс     | Эдвард Китсис, Адам Хоровиц, Элизабет Сарнофф | 18 мая 2010       | TBA                        | 10.47                  |
| В Альтернативной реальности Дезмонд продолжает собирать главных героев. На Острове Джейкоб ставит себе на замену Джека, а Бен убивает Чарльза Уидмора. Предполагалось, что эта серия станет первой частью финала сезона, но, по утверждениям продюсеров сериала, это не так. |      |                                                  |                 |                                               |                   |                            |                        |
| 120121 | 1718 | «The End» «Конец»                                | Джек Бендер     | Деймон Линделоф, Карлтон Кьюз                 | 23 мая 2010       | TBA                        | 13.57                  |
| Двухчасовая заключительная серия, последняя в шестом сезоне и во всём сериале. На Острове Дезмонд спускается в пещеру со Светом и «выключает» его. Как следствие, ЛжеЛокк становится смертным и перед тем, как Кейт его убивает, он смертельно ранит Джека. Несмотря на это, у Джека хватило сил сделать Хёрли новым хранителем Острова, снова зажечь Свет и спасти Дезмонда. Сойер, Кейт, Клер, Ричард, Майлз и Лапидус улетают с Острова на самолёте Ajira Airways. В Альтернативной Реальности, которая, по сути, стала Чистилищем, перед тем как «уйти дальше», встречаются все главные герои и вспоминают жизнь на Острове. Сериал заканчивается триумфальной смертью Джека посреди бамбуковой рощи. Последним кадром стал закрытый глаз Джека. Затемнение. LOST. |      |                                                  |                 |                                               |                   |                            |                        |

## Мобизоды: 2007—2008
Тринадцать клипов, или мобизодов, продолжительностью от одной до четырёх минут, были сняты для мобильных телефонов. Спустя шесть дней после выхода клипа для скачивания на мобильный он был доступен в режиме онлайн на сайте ABC.com. «Код серии» — производственный код, обозначающий порядок, в котором мобизоды были сняты, отличающийся от того, в котором они выходили и расположены на DVD.
| № | Код серии | Название                                                                 | Режиссёр    | Сценарист                                                              | Дата показа в США | Центр. персонаж                |
| --- | --------- | ------------------------------------------------------------------------ | ----------- | ---------------------------------------------------------------------- | ----------------- | ------------------------------ |
| 1 | 107       | «The Watch» «Часы»                                                       | Джек Бендер | Карлтон Кьюз                                                           | 11 ноября 2007    | Джек и Кристиан                |
| Перед свадьбой Джека с Сарой Кристиан извиняется перед сыном за то, что не был ему хорошим отцом, и дарит часы, которые достались ему от его отца.                                                                              |           |                                                                          |             |                                                                        |                   |                                |
| 2 | 103       | «The Adventures of Hurley and Frogurt» «Хёрли и Фрогурт»                 | Джек Бендер | Эдвард Китсис, Адам Хоровиц                                            | 13 ноября 2007    | Хёрли и Фрогурт                |
| Когда Хёрли возвращается в лагерь, чтобы взять вино на пикник с Либби, он встречает Нила — продавца замороженных йогуртов. Фрогурт объясняет Хёрли, что тоже имеет виды на Либби и ждёт, когда её отношения с Хёрли закончатся. |           |                                                                          |             |                                                                        |                   |                                |
| 3 | 101       | «King of the Castle» «Король и ладья»                                    | Джек Бендер | Брайан К. Вон                                                          | 20 ноября 2007    | Джек и Бен                     |
| Во время пребывания Джека в лагере Других он играет с Беном в шахматы. Бен говорит ему, что Остров может не позволить Джеку покинуть его, и даже если ему это удастся, однажды он пожалеет об этом.                             |           |                                                                          |             |                                                                        |                   |                                |
| 4 | 110       | «The Deal» «Сделка»                                                      | Джек Бендер | Элизабет Сарнофф                                                       | 26 ноября 2007    | Майкл и Джульет                |
| Джульет навещает Майкла, когда он пребывает в плену у Других и обсуждает с ним необходимость отъезда Уолта с Острова. |           |                                                                          |             |                                                                        |                   |                                |
| 5 | 106       | «Operation: Sleeper» «Операция „Крот“»                                   | Джек Бендер | Брайан К. Вон                                                          | 3 декабря 2007    | Джек и Джульет                 |
| Джульет будит Джека и ночью и рассказывает, что по-прежнему работает на Бена. |           |                                                                          |             |                                                                        |                   |                                |
| 6 | 104       | «Room 23» «Комната 23»                                                   | Джек Бендер | Элизабет Сарнофф                                                       | 11 декабря 2007   | Джульет и Бен                  |
| Уолт в плену у Других и заперт в комнате 23. Джульет показывает Бену убитых мальчиком птиц у заколоченного окна комнаты. |           |                                                                          |             |                                                                        |                   |                                |
| 7 | 112       | «Arzt & Crafts» «Арцт и другие»                                          | Джек Бендер | Деймон Линделоф                                                        | 17 декабря 2007   | Хёрли, Джин, Сун, Майкл и Арцт |
| Арцт пытается отговорить выживших идти в пещеры за Джеком, пока не слышит дымового монстра и сам решает перебраться туда. |           |                                                                          |             |                                                                        |                   |                                |
| 8 | 105       | «Buried Secrets» «Зарытые тайны»                                         | Джек Бендер | Кристина М. Ким                                                        | 24 декабря 2007   | Джин, Сун, Майкл               |
| Сун закапывает фальшивое водительское удостоверение, когда появляется Майкл. Она рассказывает ему, что собиралась бросить Джина, и они практически целуются.                                                                    |           |                                                                          |             |                                                                        |                   |                                |
| 9 | 111       | «Tropical Depression» «Тропическая депрессия»                            | Джек Бендер | Карлтон Кьюз                                                           | 31 декабря 2007   | Арцт и Майкл                   |
| Арцт признаётся Майклу, что солгал о приближающемся сезоне дождей. Также он рассказывает ему, что прилетел в Австралию, чтобы увидеть девушку, с которой он познакомился в Интернете, но был отвергнут.                         |           |                                                                          |             |                                                                        |                   |                                |
| 10 | 102       | «Jack, Meet Ethan. Ethan? Jack.» «Встреча Итана и Джека»                 | Джек Бендер | Деймон Линделоф                                                        | 7 января 2008     | Джек и Итан                    |
| Итан приносит Джеку чемоданчик с лекарствами, они говорят о Клер и том, что им, скорее всего, придётся принимать роды. |           |                                                                          |             |                                                                        |                   |                                |
| 11 | 108       | «Jin Has a Temper-Tantrum on the Golf Course» «Джин закатывает истерику» | Джек Бендер | Дрю Годдард                                                            | 14 января 2008    | Джин, Майкл, Хёрли             |
| Джин, Майкл и Хёрли играют в гольф. Джин бьёт по мячу, но не загоняет его в лунку, и у него начинается истерика. |           |                                                                          |             |                                                                        |                   |                                |
| 12 | 109       | «The Envelope» «Конверт»                                                 | Джек Бендер | История: Дж. Дж. Абрамс, Деймон Линделоф Телесценарий: Деймон Линделоф | 21 января 2008    | Джульет и Эмили                |
| Джульет обожгла руку, пока готовила кексы. К ней заходит женщина, и разговор заходит о Бене. Джульет собирается показать ей конверт со снимками Бена, на которых видна опухоль, но тут приходят члены клуба книголюбов.         |           |                                                                          |             |                                                                        |                   |                                |
| 13 | 113       | «So It Begins» «Так всё началось»                                        | Джек Бендер | Дрю Годдард                                                            | 28 января 2008    | Джек, Кристиан, Винсент        |
| События сразу после падения самолёта. Кристиан просит Винсента побежать и найти Джека. Повторяется сцена открытия сериала, в которой Джек приходит в себя посреди джунглей, и мимо пробегает Винсент.                           |           |                                                                          |             |                                                                        |                   |                                |

## Спецвыпуски: 2005—2010
Здесь представлены спецвыпуски и обзорные серии, сделанные командой «Остаться в живых».
| №    | Название                           | Рассказчик(и)                                              | Показан между сериями                                            | Дата показа в США | Зрители США (миллионы) |
| ---- | ---------------------------------- | ---------------------------------------------------------- | ---------------------------------------------------------------- | ----------------- | ---------------------- |
| 1    | «Lost: The Journey»                | Брайан Кокс, Эванджелин Лилли, Доминик Монаган в Австралии | «Близкие родственники» и «Благие намерения»                      | 27 апреля 2005    | 13.75                  |
| 2    | «Destination Lost»                 | Питер Койоти                                               | «Исход» и «Человек науки, человек веры»                          | 21 сентября 2005  | 15.27                  |
| 3    | «Lost: Revelation»                 | Питер Койоти Ведущий — Дж. Дж. Абрамс в Австралии          | «Что сделала Кейт» и «23-й псалом»                               | 11 января 2006    | 13.52                  |
| 4    | «Lost: Reckoning»                  | Питер Койоти                                               | «Спасите наши души» и «Обмен»                                    | 26 апреля 2006    | 11.95                  |
| 5    | «Lost: A Tale of Survival»         | Майкл Эмерсон                                              | «Живём вместе, умираем в одиночестве» и «Повесть о двух городах» | 27 сентября 2006  | 9.03                   |
| 6    | «Lost Survivor Guide»              | Кайл Маклахлен Ведущие — Деймон Линделоф и Карлтон Кьюз    | «Я согласна» и «Не в Портленде»                                  | 7 февраля 2007    | 8.84                   |
| 7    | «Lost: The Answers»                | Кайл Маклахлен Ведущие — Деймон Линделоф и Карлтон Кьюз    | «Избранное» и «В Зазеркалье»                                     | 17 мая 2007       | 9.12                   |
| 8    | «Lost: Past, Present & Future»     | Майкл Эмерсон                                              | «В Зазеркалье» и «Начало конца»                                  | 31 января 2008    | 13.06                  |
| 9    | «Lost: Destiny Calls»              | Дуг Хатчисон Ведущие — Деймон Линделоф и Карлтон Кьюз      | «Нет места лучше дома» и «Потому что вас нет»                    | 21 января 2009    | 8.48                   |
| 10   | «Lost: The Story of the Oceanic 6» | Нестор Карбонель                                           | «Некоторые любят похолоднее» и «Переменная»                      | 22 апреля 2009    | 6.75                   |
| 11   | «Lost: A Journey in Time»          | Майкл Эмерсон Ведущие — Деймон Линделоф и Карлтон Кьюз     | «Следуй за лидером» и «Инцидент»                                 | 13 мая 2009       | 6.33                   |
| 12   | «Lost: Final Chapter»              | Майкл Эмерсон                                              | «Инцидент» и «Аэропорт Лос-Анджелеса»                            | 2 февраля 2010    | 9.97                   |
| 1314 | «Lost: The Final Journey»          | Титус Уэлливер                                             | «Ради чего они погибли» и «Конец»                                | 23 мая 2010       | 9.93                   |